# Ketosteroid monooksigenaza
Ketosteroid monooksigenaza (EC 1.14.13.54, steroid-ketonska monooksigenaza, progesteron, 2:kiseonik oksidoreduktaza (20-hidroksilacija, formiranje estra), 17alfa-hidroksiprogesteron, 2:kiseonik oksidoreduktaza (20-hidroksilacija, odvajanje bočnog lanca), androstendion, NADPH2:kiseonik oksidoreduktaza (17-hidroksilacija, laktonizacija)) je enzim sa sistematskim imenom ketosteroid,NADPH:kiseonik oksidoreduktaza (20-hidroksilacija, formiranje estra/20-hidroksilacija, odvajanje bočnog lanca/17-hidroksilacija, laktonizacija). Ovaj enzim katalizuje sledeću hemijsku reakciju
ketosteroid + NADPH + H+ + O2 {\displaystyle \rightleftharpoons } steroid estar/lakton + + + 2O (opšta reakcija)
(1) progesteron + + + O2 {\displaystyle \rightleftharpoons } testosteron acetat + + + 2O
(2) androstendion + + + O2 {\displaystyle \rightleftharpoons } testololakton + + + 2O
(3) 17alfa-hidroksiprogesteron + + + O2 {\displaystyle \rightleftharpoons } androstendion + acetat + + +2O
Ovaj enzim sadrži jednu FAD grupu. On katalizuje tri tipa monooksigenaznih reakcija.

## Spoljašnje veze
- Ketosteroid+monooxygenase на 